# Мунусами, Дораисами
Дораисами Мунусами (англ. Doraisamy Munusamy, 2 октября 1937) — малайзийский хоккеист (хоккей на траве), полузащитник.

## Биография
Дораисами Мунусами родился 2 октября 1937 года.
Играл в хоккей на траве за Селангор.
В 1964 году вошёл в состав сборной Малайзии по хоккею на траве на Олимпийских играх в Токио, поделившей 9-10-е места. Играл на позиции нападающего, провёл 7 матчей, забил 1 мяч в ворота сборной Гонконга.